# Super Mario Bros. 3
Super Mario Bros. 3 (スーパーマリオブラザーズ3?, Sūpā Mario Burazāzu Surī) è un videogioco per il Nintendo Entertainment System (NES), ideato da Shigeru Miyamoto e pubblicato nell'ottobre 1988 in Giappone, nel febbraio 1990 negli Stati Uniti e nell'agosto 1991 in Europa. È il terzo videogioco della serie Super Mario, parte del più ampio franchise di Mario. Il videogioco è l'ultimo della serie ad essere stato pubblicato per NES.
In questo videogioco Nintendo, Mario e Luigi devono liberare il Mondo dei Funghi e la Principessa Peach dalle grinfie di Bowser e dei Bowserotti. Il gameplay è lo stesso adottato nei titoli precedenti di Mario, con l'aggiunta di elementi e caratteristiche che saranno presenti anche nella maggior parte dei videogiochi successivi.

## Trama
Una sinossi di Super Mario Bros. 3 (ambientato poco dopo Super Mario Bros.) ci viene offerta dal manuale d'istruzioni di Super Mario All-Stars. 
La storia, tuttavia, non termina qui. Infatti, una volta recuperato il settimo e ultimo scettro, Mario e Luigi vengono a sapere del rapimento della principessa Peach, a opera del malvagio Bowser. I due fratelli sono quindi costretti a recarsi presso il maniero della gigantesca tartaruga, nella Terra Oscura, dove, una volta che Bowser è sconfitto, la principessa Peach viene salvata.

## Modalità di gioco

Schermata di gioco (livello 1-1)

Super Mario Bros. 3 è un platform bidimensionale in cui il giocatore controlla il personaggio principale (Mario o Luigi nella modalità a due giocatori). Il gioco riprende alcune caratteristiche del gameplay di titoli precedenti (Super Mario Bros., Super Mario Bros. 2, Super Mario Bros.: The Lost Levels) e introduce nuovi elementi, ad esempio la possibilità di scivolare lungo pendii e di distruggere i muri lanciandovi contro i gusci di tartaruga. In aggiunta alle abilità conferite dai power-up tradizionali, inoltre, Mario può anche volare e nuotare agilmente.  Il gioco è diviso in otto mondi che contengono diversi livelli ciascuno. Ciascun mondo presenta caratteristiche peculiari: il secondo, per esempio, è ambientato in una landa desertica, mentre il quarto («Grande Isola») è popolato da gigantesche creature.
Rispetto ai titoli precedenti, in cui i livelli erano consecutivi e non selezionabili, è stata aggiunta la mappa dei mondi, in cui il giocatore può scegliere il livello da affrontare sul percorso, costituito da un vasto reticolato di strade. Queste ultime collegano infatti i diversi livelli fra di loro, offrendo molteplici percorsi. Un’altra novità sono i mini-boss della mappa, dei nemici che si muovono sulla mappa del mondo e che se Mario incontra sarà costretto ad affrontare. Lo scopo di ogni livello è quello di giungere alla fine di esso, sconfiggendo i nemici che ostacolano il cammino e raccogliendo gli oggetti dislocati sul percorso. Ciascun livello termina con un traguardo. Completando i livelli, il giocatore progredisce nel gioco. Il percorso di ogni mondo si conclude con una nave volante, dentro la quale è presente un Bowserotto che occorre sconfiggere per passare al mondo successivo. Durante il cammino è possibile imbattersi in massi e cancelli che ostacolano il percorso e che possono essere eliminati superando particolari livelli tipo fortezza o con un apposito oggetto. Sulla mappa sono, inoltre, presenti minigiochi, fissi o sbloccabili dopo il completamento di alcuni livello, in cui è possibile ottenere vite extra e potenziamenti; i minigiochi consistono nel gioco memory (tante carte su di un tavolo, trovare la coppia farà vincere il potenziamento rappresentato dalla carta stessa, quindi trovare due carte StarMan farà vincere il potenziamento Star Man, che rende Mario. o Luigi, temporaneamente invincibile, e così via) e la slot machine, nella quale si dovrà cercare di creare per intero la figura di un Super Fungo, di un Fire Flower o di Star Man: completando il Super Fungo si ottengono 2 vite extra, completando il Fire Flower si ottengono 3 vite extra, completando Star Man si ottengono 5 vite extra. I power-up ottenuti in questo modo sono stockabili e accessibili/utilizzabili prima di incominciare i livelli, così da dare a Mario, o Luigi, un vantaggio nell'iniziare il livello, soprattutto quando si perde una vita perché, in quel caso, si inizia il livello da Piccolo Mario (o Luigi).

Mario Tanooki soccorre uno dei sette sovrani.

I power up presenti in Super Mario Bros 3 sono:
Super Mushroom: come per i precedenti Super Mario Bros, prendere il Super Fungo mentre si è Piccolo Mario/Luigi farà ingrandire il personaggio, trasformandolo in Super Mario/Luigi. Super Mario/Luigi è in grado, colpendo i mattoni dal basso con un salto, di distruggerli.
Fire Flower: come per i precedenti Super Mario Bros, prendere il Fiore di Fuoco permetterà di trasformarsi in Fire Mario/Luigi, dandogli la possibilità di lanciare palle di fuoco, con le quali è possibile abbattere quasi ogni nemico. In Super Mario Bros 3, il personaggio diventa di colore arancione fuoco per tutta la durata della trasformazione. Essere colpiti farà tornare il personaggio nello stadio di Super Mario/Luigi.
Star Man: come per i precedenti Super Mario Bros, prendere la Stella rende invincibili per un piccolo periodo di tempo, permettendo al personaggio di far fuori qualsivoglia nemico, entrandoci in contatto mentre si è invincibili. Una delle novità introdotte in Super Mario Bros 3 è che (per tutte le forme tranne Piccolo Mario) saltando mentre si è invincibili, il personaggio farà una capriola (tipo come quando salta Sonic The Hedgehog) anziché avere l'animazione normale del salto!
Super Leaf: una foglia che, una volta scoperta dal mattone che la contiene, inizierà a svolazzare verso il basso (quindi, spesso, basterà attendere immobili perché la foglia arrivi da sé) e trasformerà il personaggio in Raccoon Mario/Luigi, dando loro un paio di orecchie e una coda da procione. Grazie a questo potenziamento sarà possibile far fuori quasi ogni nemico con un colpo di coda o, mentre si è in aria, premendo tante volte il tasto Salto sarà possibile planare/rallentare la caduta. Inoltre, dopo un'adeguata rincorsa (quando il misuratore di rincorsa sarà completo), sarà possibile, premendo ripetutamente il tasto Salto dopo aver saltato, volare e raggiungere punti altrimenti irraggiungibili. La durata del volo è limitata al tempo in cui la barra della rincorsa sarà piena: quando il suo effetto svanirà, premere ripetutamente il tasto Salto servirà solo a planare/rallentare la caduta.
Power Wing: un power-up ottenibile solo in alcune occasioni e utilizzabile solo nella mappa, valido solo per un livello. Utilizzandolo si trasforma il personaggio in Raccon Mario/Luigi, ma con una P bianca sul torso. L'effetto è analogo a quello di Raccoon Mario/Luigi, ma l'indicatore della rincorsa sarà perennemente pieno, per tutta la durata del livello (o finché non si viene colpiti), di conseguenza sarà possibile volare sempre, a oltranza, premendo ripetutamente il tasto Salto. Terminato il livello, il personaggio rimarrà semplicemente nella forma di Raccoon Mario/Luigi.
Lakitu Cloud: un power-up ottenibile solo in alcune occasioni e utilizzabile solo nella mappa. Utilizzando questo bonus, Mario/Luigi si trasformerà in una Nuvola e potrà scavalcare un livello di una mappa, per passare al livello successivo! Tuttavia, è necessario completare il livello successivo senza perdere la vita, viceversa si tornerà indietro al livello scavalcato. Esempio: completato il livello 1, si potrà avanzare nella mappa per andare al livello 2. Si usa la nuvola per scavalcare il livello 2 e si può avanzare liberamente al livello 3, ma al livello 3 si perde la vita, Mario tornerà indietro alla mappa subito dopo il livello 1, rendendo di fatto inutile l'utilizzo del bonus!
Hammer: un power-up ottenibile solo in alcune occasioni e utilizzabile solo nella mappa. Spesso, nella mappa, si avranno alcuni percorsi bloccati da un sasso. Utilizzando questo power up si può distruggere il masso e, quindi, avanzare liberamente.
Music Box: un power-up ottenibile solo in alcune occasioni e utilizzabile solo nella mappa. Nella mappa saranno spesso presenti gli Hammer Bros, i quali si muoveranno al completamento di un livello (o dopo aver perso la vita, quando si torna alla mappa). Andare su di essi significa affrontarli. Utilizzando questo power up verrà suonata una ninna nanna che farà addormentare questi nemici, di conseguenza, andandoci sopra mentre ci si muove nella mappa, non li si dovrà affrontare.
Tanooki Outfit: con questo power up, Mario/Luigi si trasforma in Tanooki Mario/Luigi, un vero e proprio costume da scoiattolo volante. I poteri sono gli stessi della Super Leaf ma sarà possibile, sebbene solo per qualche secondo, trasformarsi in una Statua Jizo. Durante la trasformazione in statua, i nemici passeranno attraverso il personaggio senza colpirlo. Trasformandosi in statua mentre si è in aria farà subito precipitare la statua verso il basso, abbattendo anche nemici che, normalmente, non possono essere uccisi saltandoci sopra. Ci si può trasformare in statua anche sott'acqua, così da resistere alle correnti che spingono verso l'alto. Se si salva un Re mentre si indossa questo costume, il Re dirà un'altra frase per ringraziare il personaggio!
Frog Outfit: con questo power up, Mario/Luigi si trasforma in Frog Mario/Luigi, un vero e proprio costume da rana. Molto scomodo da usare sulla terra ferma, perché il personaggio non camminerà ma saltellerà sempre (proprio come una rana) ma, una volta entrati in acqua, si potrà nuotare molto più facilmente, usando semplicemente le frecce direzionali per nuotare verso il basso, verso sopra, verso destra e verso sinistra, rendendo questa trasformazione un must have per i livelli acquatici. Tuttavia, Frog Mario/Luigi sarà impossibilitato ad attaccare, potrà sconfiggere i nemici saltandoci sopra, e solo i nemici che possono essere sconfitti in questo modo. Se si salva un Re mentre si indossa questo costume, il Re dirà un'altra frase per ringraziare il personaggio!
Hammer Bros Outfit: con questo power up si otterrà il costume degli Hammer Bros, ovvero i nemici che, fin dal primo capitolo di Super Mario Bros, lanciano i martelli. Il personaggio, con questo costume, potrà lanciare (più o meno lontano in base alla rincorsa presa, anche se minima) dei martelli rotanti che sono in grado, diversamente dalle palle di fuoco di Fire Mario/Luigi, di abbattere qualsiasi nemico, anche i Boo e i Twomp. Se si salva un Re mentre si indossa questo costume, il Re dirà un'altra frase per ringraziare il personaggio!
Super Mario Bros. 3 prevede anche una modalità multigiocatore a turno: il primo giocatore controlla Mario e il secondo controlla Luigi. Si passa da un giocatore all'altro quando uno dei due perde una vita, oppure quando arriva al traguardo di un livello. Lo sprite che rappresenta Luigi è identico a quello che rappresenta Mario, cambiano soltanto i colori.

## Mondi
I mondi giocabili sono in tutto 8 e ognuno presenta un ambiente e un tema a cui i livelli sono ispirati. I nomi dei mondi non vengono riportati sulla mappa, ma nei titoli di coda alla fine del gioco e si affrontano in quest’ordine:
Grass Land: una pianura verde e soleggiata, è il primo mondo nonché il più semplice. I nemici sono solamente Goomba, Koopa, Piante Piranha e alcune loro varianti. I mini-boss della mappa sono dei Martelkoopa. Il boss è Larry, il più giovane dei Bowserotti.
Desert Hills: un enorme deserto soleggiato. I livelli sono distese di sabbia aride, con sabbie mobili e piccole oasi. Qui si incontrano nuovi membri della Koopa Troopa, gli pseudo-blocchi, le Vampaserpi. Vi è inoltre una piramide piena di esemplari di Nella e una distesa di sabbie mobili in cui Mario viene inseguito dal Sole Malvagio. I mini-boss nella mappa sono Boomerang Bros, ma vi è una zona segreta dietro una palma dove è possibile trovare anche i Fire Bros. Il boss è il massiccio Morton Koopa.
Ocean Side: un arcipelago circondato dal mare, è un mondo dedicato principalmente ai livelli acquatici. Si trovano qui infatti diversi mostri marini come i Pesci Smack, i Calamako, le Elettromeduse e i Lavaloto. In alcuni livelli si trova anche il Boss-bass, un enorme pesce che inghiotte Mario e le "madri" di alcune specie: il Calamako sitter, un Calamako femmina seguito dai suoi cuccioli e il Big Bertha, un Boss Bass che lancia dalla bocca il suo piccolo e lo rimangia. Il boss è Wendy Koopa, l’unico bowserotto femmina.
Giant Island: in questa isola tutto è tremendamente gigante, dunque si trovano Koopa e Goomba molto più grandi del normale, ma comunque abbattibili con un semplice salto di Mario. Anche il guscio dei Koopa è lanciabile come fosse normale. L'isola ha la forma di una tartaruga marina e sulla mappa è possibile incontrare i Sledge Bros, dei Martelkoopa davvero grossi. Il boss è Iggy Koopa, un bowserotto magro di corporatura il cui nome è ispirato al cantante Iggy Pop.
The Sky: questo mondo è dedicato al cielo e alle nuvole. È diviso in due parti: nella prima si è ancora a terra, dove si trovano creature potenti come le Lancianella e i Categnacci. Scalando una fortezza a forma di spirale si arriva poi alla seconda parte del mondo, ovvero sulle nuvole, dove vi sono diversi livelli aerei con piattaforme galleggianti e nemici pericolosi come i Fiammorchi. Il boss è Roy Koopa.
Iced Land: è il mondo più grande del gioco, consiste in una landa interamente ghiacciata e innevata. In questo mondo il terreno è ghiacciato, quindi è molto facile scivolare e cadere nei burroni. Inoltre, se si bruciano alcuni blocchi di ghiaccio con le palle di fuoco, è possibile trovare monete o Muncher. I mini-boss della mappa sono 3 gruppi di Martel-koopa e il boss è Lemmy Koopa, il bowserotto più basso, che si muove stando in piedi su una palla, il cui nome è ispirato al famoso cantante Heavy Metal Lemmy Kilmister.
The Pipe Maze: un sistema fognario pieno di insidie. I livelli sono molto labirintici a causa dei tubi. I nemici sulla mappa non sono Koopa Bros, ma piante Muncher: una volta incontrate appariranno assieme a delle piante Piranha e non è possibile sconfiggerle in alcun mondo, occorre solamente evitarle per poter prendere lo strumento. Piante Piranha e Muncher sono nemici molto frequenti anche nei livelli. Il boss è Ludwig Von Koopa, il più temibile e forte dei Bowserotti.
The Dark World: un mondo di oscurità e lava, patria di Bowser e veramente insidioso. I livelli sono lunghissimi e complicati. Riappaiono molti vecchi nemici potenti, come il Sole Malvagio. I nemici sulla mappa sono varie armi di Bowser, come carri armati, sottomarini e navi volanti. Questi "nemici", una volta incontrati, aprono livelli pieni di cannoni che sparano bob-ombe e pallottole bill e in cui si incontrano nemici potenti come MartelKoopa e Fire Bros. Il boss è Bowser, che Mario può sconfiggere inducendolo a distruggere tutti i mattoni sotto di lui e facendolo precipitare. Sconfitto Bowser, si avrà concluso il gioco, con il salvataggio della principessa.
Come nei precedenti titoli, sono poi presenti delle “scorciatoie” per giungere alla fine più rapidamente. Qui sono costituite da dei fischietti nascosti in alcune aree segrete che, se suonati, condurranno il giocatore ad una Warp Zone dove sarà possibile passare direttamente ad un mondo successivo tra quelli selezionabili.

## Sviluppo
Super Mario Bros. 3 è stato sviluppato sotto la supervisione della Nintendo Entertainment Analysis and Development (NEAD), e diretto da Shigeru Miyamoto. Lo sviluppo durò tre anni con una squadra di più di dieci persone.  Miyamoto ha lavorato a stretto contatto con i suoi dipendenti, promuovendo quindi un libero scambio di idee: è sua convinzione, infatti, quella che l'originalità delle idee è la chiave per un gioco di successo.
Il gioco venne progettato per offrire un'esperienza di gioco ottimale a tutti i giocatori, a prescindere dalla loro abilità. Per facilitare i meno esperti, nei primi livelli si decise di inserire varie monete e 1-up, mentre gli ultimi mondi sono decisamente più complessi, proponendo sfide ideali per i giocatori più dotati. Per variegare l'offerta, vennero introdotti numerosi power-up, facendo sì che Mario assumesse le sembianze di più creature, ciascuna con differenti abilità. In origine si pensò al centauro, che venne però scartato in favore di una coda di procione che garantisce le abilità di volo. Sono stati inclusi anche nuovi nemici, e varianti di quelli già esistenti, come i Goomba, i Koopa, e gli Hammer Bros.
Alcuni dei nemici progettati per Super Mario Bros. 3 affondano le proprie origini nelle esperienze personali dei componenti del team. Per esempio, il Categnaccio, una palla di ferro che possiede due enormi fauci, irte di denti aguzzi, è stato concepito in seguito a una «brutta esperienza» che Miyamoto ebbe con un cane nella sua fanciullezza. La grafica della progenie di Bowser venne invece modellata prendendo spunto proprio dai componenti della NEAD, in modo da omaggiare il loro duro lavoro; i nomi delle creature, invece, sono stati scelti in onore di noti musicisti, come Ludwig van Beethoven e Roy Orbison.
Per realizzare la grafica si fece ricorso a uno speciale codice («Character Generator Computer Aided Design»), che assegna a ciascuna forma un determinato numero: in questo modo, basta richiamare quest'ultimo per inserire un'immagine completa sullo schermo. La cartuccia di Super Mario Bros. 3 utilizza l'MMC3 (Memory Management Controller), per incrementare le capacità della console, permettendo di creare caratteristiche che non potevano essere offerte dal NES originale. Fra queste, vale la pena citare i tile animati, la RAM extra per lo scorrimento diagonale, e una linea di scansione per dividere lo schermo in due parti: quella superiore era il campo da gioco, mentre quella inferiore riportava le statistiche e altre informazioni. In questa maniera, la barra delle statistiche rimane statica, anche se il personaggio si muove nel livello.

## Accoglienza
| Testata                           | Versione | Giudizio              |
| --------------------------------- | -------- | --------------------- |
| GameRankings (media al 9-12-2019) | -        | 97.50% (6 recensioni) |
| AllGame                           | NES      | 5/5                   |
| CVG                               | NES      | 98/100                |
| GameSpot                          | Wii      | 9.0/10                |
| Imagine Games Network             | Wii      | 9.5/10                |
| Mean Machines                     | NES      | 98%                   |

Il videogioco è stato acclamato dalla critica e considerato uno dei migliori del NES, se non della Nintendo. Paul Rand, Tim Boone and Frank O'Connor, curatori di Computer and Video Games, gli hanno attribuito un punteggio di 98/100, elogiando diversi elementi, come il gameplay, l'alta rigiocabilità, la colonna sonora e la grafica colorata. Rane lo elesse addirittura il miglior videogioco di sempre, definendolo «la Monnalisa del mondo videoludico» e constatando quanto fosse «straordinariamente sublime in ogni maniera e forma». O'Connor ha addirittura affermato che questo titolo «rende Sonic the Hedgehog del tutto assimilabile a una piovosa domenica mattina».
Julian Rignall di Mean Machines si riferì al titolo come «il migliore videogioco» al quale abbia mai giocato, lodando particolarmente la dipendenza e il senso di sfida che quest'ultimo comporta. Un secondo recensore della stessa rivista, Matt Regan, pure concordava con Rignall, tanto che non esitò a definire il videogame come «assolutamente brillante»; secondo Regan, Super Mario Bros. 3 metteva a dura prova i riflessi del giocatore, che veniva tra l'altro immerso in una grafica che, seppur semplice, non era affatto monotona, ma al contrario estremamente variegata.
Il peculiare stile di gioco è stato apprezzato anche da Nintendo Power e dalla rivista Edge, che considerò il titolo il migliore videogioco del 1988 prodotto dalla Nintendo. Sempre l'Edge affermò che, con la pubblicazione di questo titolo, la Nintendo raggiunse un nuovo traguardo nelle vendite: in effetti, anche grazie al fatto che era distribuito insieme con la console NES,. Super Mario Bros. 3 ottenne un rilevante successo commerciale. Skyler Miller, di Allgame,  elogiò in particolar modo il design dei livelli, la grafica, e la colonna sonora. Anche l'introduzione di nuovi strumenti nascosti, come i fischietti, è stata ben accolta dalla critica; Rignall li indicò come la causa della sensazione di dipendenza data dal gioco, mentre Sheff constatò quanto trovarli desse soddisfazione. Sia Screw Attack sia GamesRadar lo elessero il miglior gioco del NES; GamesRadar, inoltre, sostenne che se Super Mario Bros. aveva introdotto il genere, Super Mario Bros. 3 lo aveva perfezionato.
Oltre agli elogi, tuttavia, vi sono state anche diverse critiche. Miller provò rammarico del fatto che non si potessero salvare i progressi, e che se si desiderava terminare il gioco bisognava farlo in una sola seduta. Rignall, invece, si lamentò della grafica, che considerò obsoleta se paragonata a quella dei giochi della Sega Genesis e del Super Nintendo Entertainment System. Anche la difficoltà, giudicata da taluni eccessiva, venne fortemente criticata.

### Incassi
Super Mario Bros. 3, come già accennato, riscosse uno straordinario successo commerciale, diventando uno dei videogiochi più venduti dell'industria videoludica. A favorire questo successo vi fu anche il film Il piccolo grande mago dei videogames (The Wizard), mandato nelle sale statunitensi prima dell'uscita del gioco in America. Il film, infatti, includeva il gioco in alcune scene: Levi Buchanan, di IGN, per questo motivo non esitò a considerare la pellicola una «pubblicità lunga 90 minuti» del titolo. Nel 1993, Super Mario Bros. 3 aveva già venduto 4 e 7 milioni di unità, rispettivamente in Giappone e negli Stati Uniti. Solo nel Nord America, il gioco aveva generato un indotto pari a 500 milioni di dollari per la Nintendo. Anche la colonna sonora ebbe una certa popolarità, tanto che si aggiudicò il disco di platino ben undici volte. Nel 2008, il Guinness World Records stimò che le vendite - port inclusi - erano state pari a 18 milioni, numero che fa di Super Mario Bros. 3 uno dei videogiochi più venduti di sempre, con degli introiti totali pari a 1.7 miliardi di dollari.

## Seguito
Sono molti i titoli della serie a riprendere caratteristiche introdotte in Super Mario Bros. 3. La mappa di gioco per accedere ai livelli viene utilizzata anche in Super Mario World, Super Mario 64 e Super Mario Galaxy.  La «Super Foglia» compare in titoli più recenti per il Nintendo 3DS, come Super Mario 3D Land, Mario Kart 7 e New Super Mario Bros. 2. È proprio in Super Mario Bros. 3, tra l'altro, che i capelli di Bowser assumono finalmente una colorazione rossa, che diverrà poi una caratteristica fondamentale della sua fisionomia.

Mappa di gioco in Super Mario Advance 4: Super Mario Bros. 3. Questo mondo, in particolare, è sbloccabile solo con l'ausilio del Nintendo e-Reader.

A meno di un mese dalla pubblicazione del titolo nel Nord America, la DiC Entertainment nel 1990 produsse una serie animata dal titolo omonimo, basata sul videogioco, sebbene alcune caratteristiche siano state modificate (come i nomi dei Bowserotti). La serie andò in onda sulla rete televisiva NBC. Proprio i Bowserotti, tra l'altro, faranno ritorno sotto le vesti di boss in Super Mario World, Mario is Missing!, Yoshi's Safari, Hotel Mario e in tutti i New Super Mario Bros. (fatta eccezione per il titolo del DS). Boom Boom, altro boss del gioco, verrà invece incluso in Super Mario 3D Land e Super Mario 3D World, dove verrà affiancato da una controparte femminile dal nome di Pom Pom. Peraltro, lo stile visivo di Super Mario Bros. 3 è uno dei quattro disponibili per la costruzione di livelli in Super Mario Maker.

### Ripubblicazioni
Nel 1994 Super Mario Bros. 3 comparve anche nella raccolta per SNES Super Mario All Stars, venduta negli Stati Uniti e in Europa con una speciale edizione della console sopracitata. L'11 luglio 2003 venne pubblicata anche la versione per GameBoy Advance, Super Mario Advance 4: Super Mario Bros. 3, con l'aggiunta del supporto del Nintendo e-Reader, grazie al quale è possibile sbloccare contenuti esclusivi.
Il titolo è scaricabile anche dal servizio on-line Virtual Console, per la Wii (dal 2007) e da Nintendo 3DS e Wii U (2013): si tratta della stessa versione per NES con l'aggiunta della possibilità di salvare in ogni momento (anche durante un livello), semplicemente uscendo dal gioco dal menu HOME.
A settembre 2018 il titolo è stato pubblicato sulla piattaforma Nintendo Switch Online.